# Michel-Laurent de Selys Longchamps

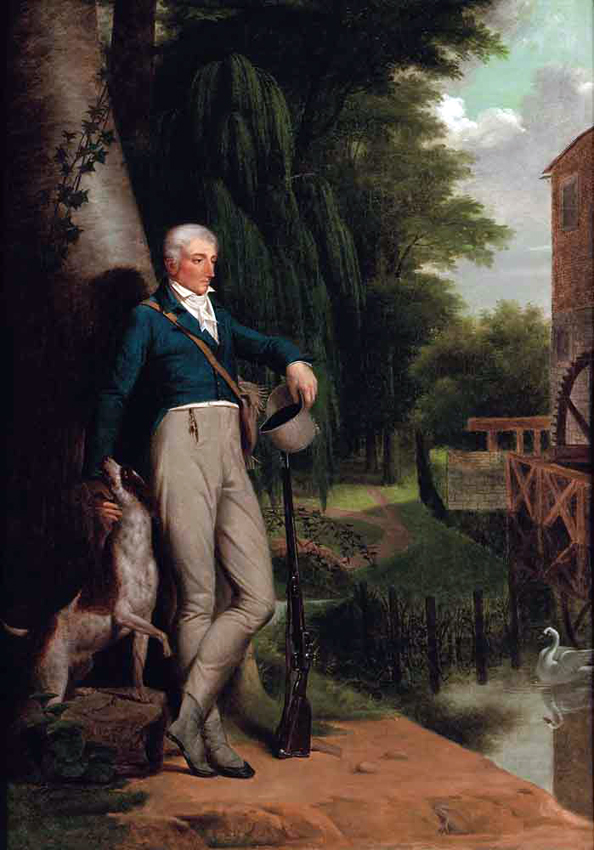
Michel-Laurent de Selys Longchamps geportretteerd door Jean-Joseph Ansiaux.

Michel-Laurent de Selys Longchamps (Luik, 10 februari 1759 - 25 april 1837) was politicus onder verschillende regimes en lid van het Belgisch Nationaal Congres.

## Levensloop
Michel-Laurent de Selys behoorde tot de Luikse familie De Selys Longchamps die in 1656 voor het eerst in de adelstand werd verheven. Hijzelf zou onder het Verenigd Koninkrijk der Nederlanden geen inspanning doen om zijn adellijke status te herwinnen en het is pas in de volgende generatie (in 1867) dat de adelsbevestiging werd aangevraagd en verkregen. Michel-Laurent was de zoon van Michel-François de Selys, heer van Wellin (1701-1777), die pas in 1755 trouwde met barones Marie-Thérèse de Bormans d'Haselbrouck. Hijzelf trouwde pas in 1808 in Parijs met Marie-Denise Gandolphe (1777-1857). Het echtpaar kreeg een dochter en een zoon: Edmond de Selys Longchamps.
Over zijn jeugdjaren is weinig of niets bekend, tenzij dat hij vernoemd werd als een van de aanhangers van de Brabantse Omwenteling. De reden wellicht waarom hij niet te bespeuren viel tijdens de periode van de eerste terugkeer van de Oostenrijkers in 1791-92 en het herstel van het prinsbisdom.
Toen de Fransen in november 1792 voor het eerst Luik bezetten, werd De Selys verkozen in de plaatselijke 'Convention nationale' (die nooit in werking trad) en werd hij plaatsvervangend gemeenteraadslid. De enige activiteit van belang die door dit bestuur werd ondernomen was de organisatie van verkiezingen, waarbij de kiezers met 9.660 stemmen tegen 40 de aanhechting bij Frankrijk goedkeurden. Op 1 maart 1793 waren de Oostenrijkers daar weer, en de Selys, net als anderen, emigreerde. In juli 1794 waren de Fransen terug en nu voor een langere periode. De Selys kwam terug en werd weer plaatsvervangend lid van de gemeenteraad. Van oktober tot december 1795 was hij lid van het bestuur van het departement Ourthe en werd hij belast met de organisatie van het kanton Sint-Truiden. In december werd hij raadslid en voorzitter van de Raad in Luik.
Een van de eerste beslissingen van de raad bestond er in dat alle parochieboeken die doopsels, huwelijken en begrafenissen bijhielden, in het stadhuis moesten worden afgeleverd, aangezien voortaan de burgerlijke stand werk was voor de overheid. Er werd beslist dat het kruis moest worden weggenomen dat zich op het 'Perron' van Luik bevond. Anderzijds werd de ommuurde kloostertuin van Robertmont tot nieuwe begraafplaats omgevormd.
Op 16 mei 1797 werd een nieuwe gemeenteraad gekozen en De Selys werd opnieuw voorzitter. Maar hij nam onmiddellijk ontslag, waarschijnlijk omdat het om een in zijn ogen te conservatief bestuur ging. De twee volgende jaren hield hij zich afzijdig.
Op 3 mei 1800, onder het Consulaat, werd de zetelende gemeenteraad vervangen door een voorlopig triumviraat, voorgezeten door De Selys. Na enkele dagen werd hij door de consuls tot maire van Luik aangesteld, wat hij bleef tot in april 1802. Hij werd toen namelijk verkozen voor het Corps législatif, waarin hij zeven jaar zou zetelen. Hij verwierf een reputatie van radicaliteit en onafhankelijkheid. Zo was hij een van de zeven parlementsleden die stemde tegen de verlenging voor het leven van het consulaire mandaat van Bonaparte.
In 1814 trad De Selys weer op de voorgrond, als lid van een delegatie die bij de Pruisische bevelhebber ging klagen over de hoge belastingen die werden opgelegd. In het Verenigd Koninkrijk werd hij lid van de Provinciale Staten van de provincie Luik en van oktober 1819 tot oktober 1821, was hij opnieuw gemeenteraadslid van de stad Luik.
Samen met Piere Godefroid Lonhienne bezat hij de concessie voor steenkolenwinning van Bouhouille bij Blegny. In de 20e eeuw heeft de Steenkolenmijn van Hasard hier steenkool gedolven.

## Nationaal Congres
Toen kwam de Belgische revolutie. In Luik werd op 15 september 1830 een 'comité consultatif' opgericht die de orde moest handhaven. De Selys maakte er deel van uit. Begin november werd hij verkozen tot vertegenwoordiger in het Nationaal Congres voor het arrondissement Borgworm in de provincie Luik. Het was bekend dat hij geen voorstander was van het unionisme en hij haalde het als antiklerikaal en liberaal op een katholieke unionistische kandidaat. Hij stemde in het Congres meestal met de meerderheid:
- voor de monarchie als staatsvorm,
- voor de eeuwigdurende uitsluiting van de Oranjes (hoewel hij daar eerst afwijzend over sprak)
- voor hertog Louis de Nemours als staatshoofd,
- voor Surlet de Chokier als regent.

Op 4 juni 1831 werd Leopold van Saksen-Coburg tot koning verkozen, maar toen was De Selys een van de 14 congresleden die voor Erasme-Louis Surlet de Chokier stemde. 's Anderendaags nam hij ontslag uit het Nationaal Congres.
De laatste zes jaar van zijn leven bracht hij door op zijn kasteel Longchamp in Borgworm. Hij was de vader van Edmond de Selys Longchamps.